# Vila Nova de Foz Côa
Vila Nova de Foz Côa ('vilɐ 'nɔvɐ dɨ fɔʃ 'koɐ) è un comune portoghese di 8 494 abitanti situato nel distretto di Guarda.

## Società

### Evoluzione demografica
| Popolazione di Vila Nova de Foz Côa (1801 – 2004) | Popolazione di Vila Nova de Foz Côa (1801 – 2004) | Popolazione di Vila Nova de Foz Côa (1801 – 2004) | Popolazione di Vila Nova de Foz Côa (1801 – 2004) | Popolazione di Vila Nova de Foz Côa (1801 – 2004) | Popolazione di Vila Nova de Foz Côa (1801 – 2004) | Popolazione di Vila Nova de Foz Côa (1801 – 2004) | Popolazione di Vila Nova de Foz Côa (1801 – 2004) | Popolazione di Vila Nova de Foz Côa (1801 – 2004) |
| ------------------------------------------------- | ------------------------------------------------- | ------------------------------------------------- | ------------------------------------------------- | ------------------------------------------------- | ------------------------------------------------- | ------------------------------------------------- | ------------------------------------------------- | ------------------------------------------------- |
| 1801                                              | 1849                                              | 1900                                              | 1930                                              | 1960                                              | 1981                                              | 1991                                              | 2001                                              | 2004                                              |
| 2630                                              | 4290                                              | 13939                                             | 14404                                             | 16209                                             | 11251                                             | 8885                                              | 8494                                              | 8249                                              |

## Freguesias
| - Almendra - Castelo Melhor - Cedovim - Chãs - Custóias - Freixo de Numão - Horta - Mós - Murça - Muxagata | - Numão - Santa Comba - Santo Amaro - Sebadelhe - Seixas - Touça - Vila Nova de Foz Côa Locais: - Pocinho - Cortes da Veiga |